# 저항의 축
저항의 축(抵抗- 軸, 페르시아어: محور مقاومت, 아랍어: محور المقاومة, 영어: Axis of Resistance)은 이란이 중동에서 이끄는 비공식적인 군사 정치 동맹을 가리키는 용어이다. 저항의 축에는 레바논 내 시아파 정당인 헤즈볼라, 예멘의 후티그리고 다수의 팔레스타인 무장 단체가 포함된다.
저항의 축에 참여하는 정부나 단체들이 표방하는 이념은 모두 다르지만, 공통의 목표를 가지고 연합했다. 이들의 공통 목표에는 이스라엘, 서구의 지나친 중동 간섭에 대한 반대, 걸프만 아랍 국가, 그리고 수니파-시아파 갈등에서 이란의 시아파 확장에 위협이 된다고 생각하는 수니파 세력이 있다.

## 같이 보기
- 러시아-시리아-이란-이라크 동맹
- 외국의 시리아 내전 관여
- 이란-이스라엘 대리 분쟁
- 사우디아라비아-이란 대리 분쟁
- 격변의 축(en:Axis of Upheaval)